# Rozbitkowie (singel)
Rozbitkowie – wydany w czerwcu 2013 r. singel Edyty Bartosiewicz, zapowiadający jej nowy album studyjny. Prapremiera radiowa odbyła się 21 czerwca 2013 podczas Listy Przebojów Programu 3 Polskiego Radia. 
Teledysk opublikowano w serwisie VEVO/YouTube dnia 20 lipca 2013. Obraz ukazuje Edytę Bartosiewicz z zespołem w studio i w trasie (w busie, na koncercie). Większość zdjęć z teledysku pochodzi z trasy na koncert w Parku Śląskim w Chorzowie, który odbył się 21 czerwca 2013 roku oraz z prób przed tym koncertem, które miały miejsce w Warszawie. Zdjęcia wykonał Jarosław Carramba Drąg i Edyta Bartosiewicz. Za montaż odpowiada Klaudiusz Boczkowski i Bartosiewicz.

## Lista utworów
1. "Rozbitkowie" - 5:10
2. "Rozbitkowie" (radio edit) - 3:54

## Twórcy
- Edyta Bartosiewicz - wokal
- Maciej Gładysz - gitara
- Romuald Kunikowski - instrumenty klawiszowe
- Michał Grott - gitara basowa
- Michał Dąbrówka - gościnnie perkusja
- Sławomir Berny - gościnnie instrumenty perkusyjne